# Ebbs
Ebbs è un comune austriaco di 5 480 abitanti nel distretto di Kufstein, in Tirolo.

## Monumenti e luoghi d'interesse
- Chiesa di Santa Maria Assunta
- Castello di Wagrain